# Леа Станковић
Леа Станковић (Београд, 15. април 2001) српска је инфлуенсерка, јутјуберка, певачица и предузетница.

## Биографија
Рођена је 15. априла 2001. у српској породици у Београду. Ћерка је Срђана и Виолете Станковић. Има старију сестру Сару. Као дете је кренула на часове глуме. Дана 19. септембра 2015. објавила је први видео на YouTube. У октобру 2018. издала је књигу Изгради свој стил — Мали савети: Леа Станковић за Лагуну. Током 2023. покренула је модни бренд Wainhal.

## Дела
- Изгради свој стил — Мали савети: Леа Станковић (2018)

## Дискографија
Синглови
- (2018)
- (2019)
- (2019)
- (2019)
- (2021)